# Сајмон против завере хомо сапијенса
Сајмон против завере хомо сапијенса (енгл. Simon vs. the Homo Sapiens Agenda) је роман за младе из 2015. године који је написала америчка ауторка Беки Албертали. Прича се усредсређује на насловног протагонисту Сајмона Спира, клозетованог средњошколца који је приморан да се аутује након што уцењивач открије Сајмонове имејлове написане другом клозетованог другару из разреда у ког се заљубио.
Алберталијева је добила награду Вилијама К. Мориса од Америчког библиотекарског удружења, годишњу почаст за књижевност за младе, као и међународну Немачку награду за књижевност за младе. Роман се такође нашао на листи Америчке књижевне награде, а The Wall Street Journal га је уврстио међу најбоље романе за младе у 2015. години.
Назив романа је пародија на термин „завера хомосексуалаца”, фразу коју су обично користили противници права хомосексуалаца у САД, све док растућа подршка геј правима у америчкој јавности није довела до забране употребе овог термина. Такође је референца на разговор између Сајмона и његовог пријатеља, с којим разговара о томе како верују да сви треба да се аутују, а не само геј особе, у шали позивајући се на горе поменуту фразу, и како би њихова сопствена верзија била „завера хомо сапијенса”, јер се односи на све без обзира на сексуалност.
Књига је адаптирана у филм под насловом С љубављу, Сајмон, који је приказао 20th Century Fox, који је добио позитивне критике и остварио комерцијални успех.

## Радња
Шеснаестогодишњем Сајмону, геј тинејџеру који још увек никоме није одао своју тајну, живот се из корена промени кад један имејл види неко ко није требало да га види. У трен ока постао је жртва уцене другара из разреда, који пред њега поставља немогућ захтев.
Да ствар буде гора, та уцена укључује и бојазан да ће бити угрожена и строго чувана приватност дечака Плавог, с којим се Сајмон „наслепо” дописује. Средњошколски живот наједном постаје много узбудљивији него што се могло и замислити, не само због промене понашања његових најближих пријатеља већ и због све отворенијег очијукања између њега и Плавог. Постепено, Сајмон бива присиљен да натера себе да изађе из зоне удобности у којој живи, како га на то не би натерао неко други. Оно што га највише мучи јесте како то да учини а да не угрози своја дугогодишња пријатељства, да остане поштен према себи и да покуша да пронађе срећу с најслађим момком којег је икада упознао.

## Ликови
- Сајмон Спир
- Брам/Плави
- Ник Ајзнер
- Лија Берк
- Аби Сусо
- Мартин Адисон
- Кал Прајс
- Нора Спир
- Алис Спир
- Џек Спир
- Емили Спир
- Тејлор Метернич
- госпођа Олбрајт
- Гарет
- Ана
- Морган
- Питер
- Меди
- господин Вајз
- Тео
- Картер Адисон